# Silvio Savelli (cardinale)
Silvio Savelli (Ariccia, 21 luglio 1550 – Ariccia, 22 gennaio 1599) è stato un cardinale italiano della Chiesa cattolica, nominato da papa Clemente VIII, nel 1596.

## Biografia

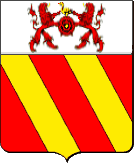
Stemma famiglia Savelli

Nacque nella nobile famiglia dei Savelli, che annovera due papi e diversi cardinali. Era figlio di Camillo Savelli, signore di Ariccia, e di Isabella Orsini.

Dopo aver conseguito il dottorato in legge fu nominato canonico della Basilica Vaticana il 18 ottobre 1578. Ricoprì diverse cariche ecclesiastiche, fu vice-legato a Avignone per quasi due anni e poi patriarca di Costantinopoli nel 1594.
Fu nominato cardinale da papa Clemente VIII  nel concistoro del 5 giugno 1596 con il titolo di Santa Maria in Via.

Dal 10 novembre 1597, fino alla sua morte, fu legato a Perugia e in Umbria.

Morì ad Ariccia il 22 gennaio 1599 per un improvviso malore. Fu sepolto nella tomba di famiglia della Basilica di Santa Maria in Ara Coeli.

## Genealogia episcopale e successione apostolica
La genealogia episcopale è:
- Papa Innocenzo IX
- Cardinale Silvio Savelli

La successione apostolica è:
- Patriarca Ercole Tassoni (1596)

## Ascendenza
|                                            |               |                                                   | Genitori              |  |  | Nonni |  |  | Bisnonni                             |  |  | Trisnonni                        |  |
|                                            |               |                                                   |                       |  |  |       |  |  | Piergiovanni, III signore di Ariccia |  |  | Francesco, II signore di Ariccia |  |
|                                            |               |                                                   |                       |  |  |       |  |  | Piergiovanni, III signore di Ariccia |  |  | Francesco, II signore di Ariccia |  |
|                                            |               | …                                                 |                       |  |  |       |  |  | Piergiovanni, III signore di Ariccia |  |  |                                  |  |
| Silvio Savelli, IV signore di Ariccia      |               |                                                   |                       |  |  |       |  |  | Piergiovanni, III signore di Ariccia |  |  |                                  |  |
|                                            |               | …                                                 | …                     |  |  |       |  |  |                                      |  |  |                                  |  |
|                                            |               | …                                                 | …                     |  |  |       |  |  |                                      |  |  |                                  |  |
|                                            |               | …                                                 | …                     |  |  |       |  |  |                                      |  |  |                                  |  |
| Camillo Savelli, V signore di Ariccia      |               | …                                                 |                       |  |  |       |  |  |                                      |  |  |                                  |  |
|                                            |               | Giovambattista dell'Anguillara, signore di Stabia | …                     |  |  |       |  |  |                                      |  |  |                                  |  |
|                                            |               | Giovambattista dell'Anguillara, signore di Stabia | …                     |  |  |       |  |  |                                      |  |  |                                  |  |
|                                            |               | Giovambattista dell'Anguillara, signore di Stabia | …                     |  |  |       |  |  |                                      |  |  |                                  |  |
| Elena dell'Anguillara                      |               | Giovambattista dell'Anguillara, signore di Stabia |                       |  |  |       |  |  |                                      |  |  |                                  |  |
|                                            |               | …                                                 | …                     |  |  |       |  |  |                                      |  |  |                                  |  |
|                                            |               | …                                                 | …                     |  |  |       |  |  |                                      |  |  |                                  |  |
|                                            |               | …                                                 | …                     |  |  |       |  |  |                                      |  |  |                                  |  |
| Silvio Savelli                             |               | …                                                 |                       |  |  |       |  |  |                                      |  |  |                                  |  |
|                                            | Giulio Orsini | Lorenzo Orsini, consignore di Monterotondo        |                       |  |  |       |  |  |                                      |  |  |                                  |  |
|                                            | Giulio Orsini | Lorenzo Orsini, consignore di Monterotondo        |                       |  |  |       |  |  |                                      |  |  |                                  |  |
|                                            | Giulio Orsini | Clarice Orsini                                    |                       |  |  |       |  |  |                                      |  |  |                                  |  |
| Valerio Orsini, consignore di Monterotondo | Giulio Orsini |                                                   |                       |  |  |       |  |  |                                      |  |  |                                  |  |
|                                            |               | Margherita Conti                                  | …                     |  |  |       |  |  |                                      |  |  |                                  |  |
|                                            |               | Margherita Conti                                  | …                     |  |  |       |  |  |                                      |  |  |                                  |  |
|                                            |               | Margherita Conti                                  | …                     |  |  |       |  |  |                                      |  |  |                                  |  |
| Isabella Orsini                            |               | Margherita Conti                                  |                       |  |  |       |  |  |                                      |  |  |                                  |  |
|                                            |               | Tommaso Euffreducci, conte di Montechiaro         | Giovanni Euffredducci |  |  |       |  |  |                                      |  |  |                                  |  |
|                                            |               | Tommaso Euffreducci, conte di Montechiaro         | Giovanni Euffredducci |  |  |       |  |  |                                      |  |  |                                  |  |
|                                            |               | Tommaso Euffreducci, conte di Montechiaro         | Caterina Fogliani     |  |  |       |  |  |                                      |  |  |                                  |  |
| Giovanna Maria Euffreducci                 |               | Tommaso Euffreducci, conte di Montechiaro         |                       |  |  |       |  |  |                                      |  |  |                                  |  |
|                                            |               | Celanzia Oddi                                     | …                     |  |  |       |  |  |                                      |  |  |                                  |  |
|                                            |               | Celanzia Oddi                                     | …                     |  |  |       |  |  |                                      |  |  |                                  |  |
|                                            |               | Celanzia Oddi                                     | …                     |  |  |       |  |  |                                      |  |  |                                  |  |
|                                            |               | Celanzia Oddi                                     |                       |  |  |       |  |  |                                      |  |  |                                  |  |